# Birkózás az 1896. évi nyári olimpiai játékokon
Az 1896. évi nyári olimpiai játékokon a birkózásban egyetlen versenyszámban osztottak érmeket. A szervezés és az előkészületek a Birkózó és Torna Albizottság égisze alatt zajlottak.
A Panathinaikó Stadionban tartott versenyen nem voltak súlyhatárok, azaz minden versenyző (legyen az bármekkora is) egy csoportban volt. A szabályrendszer szinte teljesen azonos volt a mai kötöttfogású birkózás szabályaival, azzal a két különbséggel, hogy nem volt időkorlát, illetve szabad volt a lábfogás (nem úgy, mint most). Eltekintve a két görög versenyzőtől, az összes többi atléta már korábban részt vett más sporteseményen. A versenyt április 10-én rendezték, kivéve a döntő folytatását, ami átcsúszott április 11-ére.
A versenyt a német Carl Schuhmann nyerte. A magyar színeket birkózásban egy versenyző képviselte. Tapavicza Momcsilló kikapott a negyeddöntőben, így nem jutott tovább, és a 4. helyen végzett.

## Éremtáblázat
A táblázatban a rendező ország csapata eltérő háttérszínnel, az egyes számoszlopok legmagasabb értéke vagy értékei vastagítással kiemelve.
| Az 1896. évi nyári olimpiai játékok éremtáblázata birkózásban | Az 1896. évi nyári olimpiai játékok éremtáblázata birkózásban | Az 1896. évi nyári olimpiai játékok éremtáblázata birkózásban | Az 1896. évi nyári olimpiai játékok éremtáblázata birkózásban | Az 1896. évi nyári olimpiai játékok éremtáblázata birkózásban | Olimpia  |
| ------------------------------------------------------------- | ------------------------------------------------------------- | ------------------------------------------------------------- | ------------------------------------------------------------- | ------------------------------------------------------------- | -------- |
|                                                               | Ország                                                        | Arany                                                         | Ezüst                                                         | Bronz                                                         | Összesen |
| 1.                                                            | Németország (GER)                                             | 1                                                             | 0                                                             | 0                                                             | 1        |
| 2.                                                            | Görögország (GRE)                                             | 0                                                             | 1                                                             | 1                                                             | 2        |
|                                                               |                                                               |                                                               |                                                               |                                                               |          |
| Összesen                                                      | Összesen                                                      | 1                                                             | 1                                                             | 1                                                             | 3        |

Magyarországnak és Nagy-Britanniának is indultak versenyzői, de ők érmet nem nyertek.

## Érmesek
Ezeket az érmeket a Nemzetközi Olimpiai Bizottság utólag ítélte oda, mivel akkor egy ezüstérmet adtak a győztesnek, és a többi helyezettet nem díjazták.
A táblázatban a rendező ország versenyzői eltérő háttérszínnel kiemelve.
| Arany                              | Ezüst                                | Bronz                                        |
| Carl Schuhmann · Németország (GER) | Jeórjiosz Cítasz · Görögország (GRE) | Sztéfanosz Hrisztópulosz · Görögország (GRE) |

## Összefoglaló
Negyeddöntők
Az első mérkőzés a görög Sztéfanosz Hrisztópulosz és a magyar Tapavicza Momcsilló között zajlott. A két atléta majdnem egyforma magas és nehéz volt, ezért a küzdelem nagyon kiegyenlített volt, azonban Tapavicza szép lassan elfáradt és kikapott.
A második összecsapáson a német tornászbajnok Carl Schuhmann csapott össze a brit súlyemelő bajnokkal, Launceston Elliottal. Schuhmann könnyedén győzött. A görög Jeórjiosz Cítasz erőnyerőként mérkőzés nélkül jutott tovább.
Elődöntők
Az egyetlen tényleges elődöntőt a két görög birkózó vívta. A mérkőzés Cítasz számára győzelmet és egy vállsérülést hozott. Ezzel Hrisztópulosz szerezte meg a bronzérmet. Schuhmann erőnyerő volt, így mérkőzés nélkül jutott a döntőbe.
Döntő
A döntőben Cítasz találkozott Schuhmann-nal. Már majdnem 40 perce küzdöttek egymással, mikor a bírók félbeszakították és elhalasztották a mérkőzést másnapra, ugyanis a nap már lemenőben volt. Másnap reggel folytatódott a küzdelem, és Schuhmann hamarosan megszerezte a győzelmet.

## Birkózó és Torna Albizottság
- Joan. Phokianos, elnök
- George Streit, titkár
- Joan. Yenissarlis
- Loukas Belos
- Nic. Politis
- Chas. Waldstein
- Dimitri Aighinitis
- Dim. Sekkeris
- Spiridon Comoundouros
- Const. Manos
- Sp. Antonopoulos

## Ágrajz
|  |                                |                                |                        |  |                                |                                |                      |                      |                   |                   |
|  | Negyeddöntők április 10.       | Negyeddöntők április 10.       |                        |  | Elődöntők április 10.          | Elődöntők április 10.          |                      |                      | Döntő április 11. | Döntő április 11. |
|  | Negyeddöntők április 10.       | Negyeddöntők április 10.       |                        |  | Elődöntők április 10.          | Elődöntők április 10.          |                      |                      | Döntő április 11. | Döntő április 11. |
|  |                                |                                |                        |  |                                |                                |                      |                      |                   |                   |
|  |                                |                                |                        |  |                                |                                |                      |                      |                   |                   |
|  |                                |                                |                        |  |                                |                                |                      |                      |                   |                   |
|  |                                |                                |                        |  |                                |                                |                      |                      |                   |                   |
|  | Carl Schuhmann (GER)           |                                |                        |  |                                |                                |                      |                      |                   |                   |
|  |                                |                                |                        |  |                                |                                |                      |                      |                   |                   |
|  | Launceston Elliot (GBR)        | Launceston Elliot (GBR)        |                        |  |                                |                                | Carl Schuhmann (GER) | Carl Schuhmann (GER) |                   |                   |
|  | Launceston Elliot (GBR)        | Launceston Elliot (GBR)        |                        |  |                                |                                | Carl Schuhmann (GER) | Carl Schuhmann (GER) |                   |                   |
|  |                                |                                |                        |  | Jeórjiosz Cítasz (GRE)         |                                |                      |                      |                   |                   |
|  |                                |                                |                        |  |                                |                                |                      |                      |                   |                   |
|  |                                |                                | Jeórjiosz Cítasz (GRE) |  |                                |                                |                      |                      |                   |                   |
|  |                                |                                |                        |  |                                |                                |                      |                      |                   |                   |
|  | Sztéfanosz Hrisztópulosz (GRE) | Sztéfanosz Hrisztópulosz (GRE) |                        |  | Sztéfanosz Hrisztópulosz (GRE) | Sztéfanosz Hrisztópulosz (GRE) |                      |                      |                   |                   |
|  | Sztéfanosz Hrisztópulosz (GRE) | Sztéfanosz Hrisztópulosz (GRE) |                        |  | Sztéfanosz Hrisztópulosz (GRE) | Sztéfanosz Hrisztópulosz (GRE) |                      |                      |                   |                   |
|  | Tapavicza Momcsilló (HUN)      |                                |                        |  |                                |                                |                      |                      |                   |                   |
|  |                                |                                |                        |  |                                |                                |                      |                      |                   |                   |

## Végeredmény
| Helyezés | Versenyző                      |
| -------- | ------------------------------ |
| Arany    | Carl Schuhmann (GER)           |
| Ezüst    | Jeórjiosz Cítasz (GRE)         |
| Bronz    | Sztéfanosz Hrisztópulosz (GRE) |
| 4.       | Tapavicza Momcsilló (HUN)      |
| 4.       | Launceston Elliot (GBR)        |